# وکیل لینکلن (فیلم)
وکیل لینکلن (به انگلیسی: The Lincoln Lawyer) عنوان فیلمی است آمریکایی با ژانر معمایی که در تاریخ ۱۸ مارس سال ۲۰۱۱ منتشر گردید. کارگردان این فیلم برد فرمن است.

## داستان
میکی‌هالر  متیو مک کانهی وکیل مدافع جنایی است که در اتوموبیل خود کارهای وکالت را برای افراد مختلف انجام می‌دهد.
معمولا به تبهکاران خرده پا که جنایت کار نیستند در تبرئه شدن کمک می‌کند،
اما در آخرین پرونده اش که مربوط به دفاع از یک متهم به قتل که پسر یک خونواده سرشناس و موجه است، متوجه می‌شود که این یک پروندهٔ ساده نیست و بازی‌های خطرناکی در پشت پرده آن قرار دارد؛
وی در حین تبرئه کردن موکلش در رابطه با قتل، متوجه می‌شود که بدجوری فریب خورده و به این فکر می‌افتد که چگونه جان خودش را نجات دهد و همچنین مجرم واقعی به سزای اعمال وحشیانه اش برسد،
بنابراین تصمیم می‌گیرد که.......